# Gà rừng Saipan

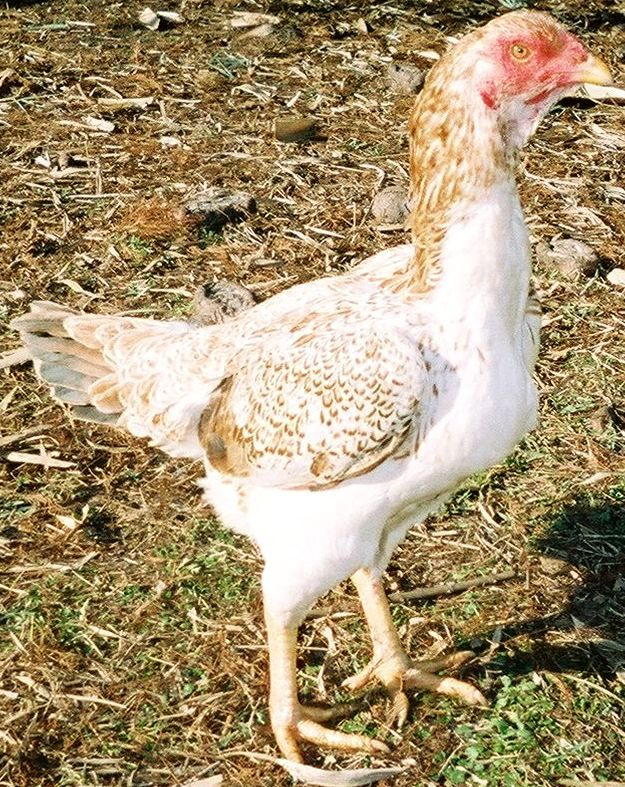
Gà rừng Saipan

Gà rừng Saipan (Saipan Jungle Fowl) là một giống gà có xuất xứ từ Hoa Kỳ nhưng có nguồn gốc xa xưa từ vùng Đông Nam Á của người Austronesia. Hiện nay, chúng được nuôi ở Mỹ để làm gà chọi.

## Lịch sử
Trong cuộc chiến trên đảo Saipan, phía nam Thái Bình Dương, tại một khu rừng hoang, Thủy Quân Lục Chiến Mỹ phát hiện một loài gà chọi rất lớn. Ban đầu sau chiến tranh, một số cá thể được các Thủy Quân gửi về Bắc và Nam Mỹ, nhất là Brazil. Burnette ở Olmsted Falls (Ohio), một trong những nhà lai tạo và phân phối lớn nhất của giống gà này, đề cập đến hạng cân thực sự ấn tượng, các loại gà có đặc điểm tương tự đều được xếp vào nhóm gà dạng Malay (Malayoid). Loại gà dạng Malay phổ biến khắp châu Á do đó còn được gọi là gà Á đông, gà phương Đông. Ví dụ điển hình: các loại gà đá ở châu Á như gà Thái, gà đòn Việt, gà Shamo. 

## Đặc điểm
Chúng có kích thước từ 4,36 đến 9,68 kg với trống và từ 2,9 đến 7,26 kg với mái. Trong một số trường hợp, tạo ra gà Saipan với chiều cao 90 cm và đặc điểm mồng bẹt, đôi khi gần như không có. Mỏ màu sừng, rất sẫm màu. Cằm và tai nhỏ, đôi khi không có. Mắt màu vàng đậm và được che chở bởi mày nhô. Đầu mạnh và dài, lưng cũng thật dài. Lông đuôi dày tương đối phẳng, và thẳng ở gà mái. Vai nở nang và cánh giống như gà chọi Mã Lai ở phần lưng. Cặp cán dài màu vàng. Màu lông gồm hoàng kim (gold), bạch kim (platinum), nhạn và các màu khác.